# Gil Vasques de Soverosa
Gil Vasques I de Soverosa (c. 1165 - c. 1240) foi um nobre medieval português, rico-homem na corte dos reis Sancho I, Afonso II e Afonso II de Portugal. Exerceu o cargo de tenente em várias terras: Basto (pelo menos em 1207 e 1234-5); Sousa e Barroso (entre 1207 e 1240); e Panóias em data desconhecida. Teve numerosas propriedades na região de Guimarães e foi senhor do Castelo de Sobroso na Galiza.
Foi enterrado no Mosteiro de Pombeiro, mas já no final do século XVIII não havia vestígios da sua sepultura.

## Primeiros anos
Gil era filho do rico-homem Vasco Fernandes de Soverosa e de Teresa Gonçalves de Sousa, filha de Gonçalo Mendes de Sousa, padroeiro do Mosteiro de Pombeiro, e de Dórdia Viegas. Foi através deste matrimónio que o pai trouxe a honra de Soverosa para a posse da família. Gil era, portanto, bisneto materno de Egas Moniz IV de Ribadouro, o célebre aio de Afonso Henriques.

### Primogenitura duvidosa
Gil Vasques começou por permanecer nas suas terras galegas em O Bierzo, junto dos pais, que recebem algumas doações de Fernando II de Leão. A morte do pai, por volta de 1194, pode tê-lo levado de imediato à chefia da família. Contudo, se o seu irmão Martim Vasques I de Soverosa for o filho mais velho de Vasco Fernandes e Teresa Gonçalves, dado ser o primeiro dos filhos do casal a deter cargos palatinos, então talvez tenha sido ele a suceder ao pai, embora por pouco tempo, dado que falece na sequência da Batalha de Alarcos (1196). Contudo, nem sempre o primeiro filho a deter cargos na corte é o primogénito, como é o caso da Casa de Baião.
Por volta de meados da década de 1190, Gil Vasques era já, com toda a certeza, o chefe da família, e assim se apresenta na sua primeira aparição na corte portuguesa, em 1205.

## Na corte de Sancho I, 1205-1211
Gil Vasques surge pela primeira vez na cúria portuguesa a confirmar um diploma de Sancho I de Portugal em 1205, ainda sem nenhum cargo curial. Na altura o seu primo, Gonçalo Mendes II de Sousa, encontrava-se ausente da corte, pois havia sido substituído no cargo de Mordomo-mor por João Fernandes de Riba de Vizela, irmão do então Alferes-mor de Portugal, Martim Fernandes de Riba de Vizela. Entre 1205 e 1211, a presença de Gil na cúria régia viria a ser relativamente assídua.
Em 1207 recebe a tenência de Basto, ligada à sua família materna e que também já havia sido detida pelo pai, como confirma uma doação de Gil ao Mosteiro de Telões, onde é referido como tenente ipsam terram. Nessa altura o seu primo Sousão já recuperara o cargo de mordomo-mor, mas Gil só regressa à corte em janeiro de 1208, onde junto ao primo confirma duas doações em agosto desse ano.
Entre 1209 e 1210, uma grave crise veio a abalar a aparente calma e paz na corte portuguesa. Sancho I entrou em conflito com os nobres de Entre Douro e Minho, e com os bispos do Porto e de Coimbra. Este conflito tinha a sua origem na definição de poderes, jurisdições e competências nos âmbitos senhorial e eclesiático, num reino ainda jovem e em formação. A aproximação ao Reino de Castela através do pacto matrimonial do seu filho, o infante Afonso e a infanta Urraca, filha de Afonso VIII de Castela e Leonor de Inglaterra, vinha perigar a influência de vários aristocratas portugueses, tendo a sua maioria relações próximas, propriedades e/ou interesses económicos no Reino de Leão, com especial destaque para a região galega, pelo que a maioria dos nobres portugueses olharam com receio para esta ingerência portuguesa em assuntos castelhanos. Entre eles estavam, claramente, Gil Vasques e Gonçalo Mendes, tendo o primeiro, inclusivamente concertado matrimónio com uma anterior barregã do monarca, a galega Maria Aires de Fornelos, filha de Aires Nunes de Fornelos e Maria Pais de Bravães, por forma a fortalecer os seus interesses económicos e patrimoniais na fronteira galega.
Nesse período, a instabilidade tomou conta da corte e do reino. Sancho não conseguia controlar os seus nobres, que na sua maioria o haviam abandonado. Apenas permaneceram junto a ele Gonçalo Mendes II de Sousa e Martim Fernandes de Riba de Vizela, respetivamente mordomo e alferes do reino, e Lourenço Soares de Ribadouro, cuja família detinha uma especial relação com a monarquia desde o século anterior. Gil Vasques provavelmente apoiaria o primo, mas durante o período mais convulso da crise, preferiu ausentar-se da corte, onde não surge durante até dezembro de 1210.

### O testamento de Sancho I e o conflito sucessório
Contudo, o problema que realmente se encontrava por detrás de toda esta tensão não eram querelas governativas, mas sim a sucessão do monarca. A crise intensificara-se, não só pelo agravamento da saúde do rei, mas também pela crescente intervenção política do infante Afonso, que não era ainda um herdeiro unânime. O infante era um homem afetado pela lepra desde cedo, e a sua saúde e a possibilidade de chegar ao trono e dar a continuidade desejada no trono foram sempre motivo de uma certa desconfiança entre entre os nobres nortenhos. Havia igualmente outros candidatos a considerar: o infante Pedro, irmão de Afonso, e o irmão bastardo de ambos, o infante Fernando Afonso, que deixara a chefia da Ordem do Hospital e regressara a Portugal em 1207, tendo sido assassinado pouco depois. Poderia também ser alvo de discussão a possível candidatura do infante leonês Fernando, neto de Sancho I, dado ser filho da  infanta Teresa, rainha de Leão até à anulação, em 1194, do seu matrimónio com Afonso IX de Leão, sendo Fernando um dos filhos do casal.

#### Antecedentes: o testamento e a divergência nobiliárquica
Em 1209, Sancho I mandara lavrar testamento, segundo o qual dava às suas filhas, as infantas Teresa, Sancha e Mafalda, respetivamente, a posse dos castelos de Montemor-o-Velho,  Alenquer e Seia, com as respectivas vilas, termos, alcaidarias e rendimentos. Em outubro de 1210, e para resolver a instabilidade na corte, o monarca redige um segundo testamento, no qual nomeou, de forma inequívoca, o seu filho, o infante Afonso, como herdeiro do trono, mantendo os castelos e propriedades para as filhas e doando ainda aos filhos, os infantes Pedro e Fernando, uma soma de dinheiro. É possível, que, estando o rei tão doente, que Gil Vasques e o seu primo, Gomes Soares de Tougues tenham influído na decisão do monarca de nomear Afonso como herdeiro do trono e de afastar o poderoso infante Pedro da pretensão.
Para legitimar o testamento, Sancho I nomeou como seus testamenteiros Gonçalo Mendes II de Sousa e Martim Fernandes de Riba de Vizela, seu mordomo e alferes, respetivamente, e ainda o Arcebispo de Braga, o prior do Mosteiro de Santa Cruz de Coimbra e os mestres das Ordens do Templo e do Hospital, ficando, cada um dos seis, com uma cópia do testamento e com a missão de a guardar. Contudo, a instabilidade não pareceu acalmar, pelo que o monarca ainda ditou um documento que impunha que o herdeiro jurasse cumprir o testamento, apelando a Gonçalo Mendes II de Sousa, Gomes Soares de Tougues e a Lourenço Soares de Ribadouro (e provavelmente a outros nobres, como Pedro Afonso de Ribadouro e Gonçalo Soares), que, se o infante se recusasse a cumprir o testamento, os ditos deveriam recusar-se a entregar os castelos que tinham ao novo monarca, isto é, não lhe deveriam render vassalagem.
Gil Vasques esteve ao lado do monarca, e por inerência, do primo Sousão pelo menos desde dezembro de 1210 até à morte do monarca, em março de 1211. Gil estava junto do novo monarca, Afonso II de Portugal, em Coimbra, quando este emitiu o seu primeiro documento, apenas uns dias depois da morte de Sancho I. Junto a Gil estavam Gomes Soares de Tougues e o alferes Martim Fernandes de Riba de Vizela, que Afonso veio mais tarde como novo mordomo, depois de expulsar Gonçalo Mendes II de Sousa. Também Lourenço Soares de Ribadouro se terá mantido do lado do novo rei, sendo esta posição compreensível dado o estreito vínculo que unia a Casa de Ribadouro à Casa Real: Afonso I de Portugal fora pupilo de Egas Moniz, o Aio; e mais tarde várias damas daquela família haviam educado infantes (como o caso de Urraca Viegas de Ribadouro, tia de Lourenço, que educara a Rainha Mafalda).
No que respeita ao testamento, Afonso II não concordou com o conteúdo do mesmo e recusou-se a entregar os ditos castelos às irmãs, o que motivou violentos conflitos internos entre o rei e as suas irmãs Teresa, Mafalda, e Sancha. Afonso, tentando evitar a supremacia da influência dos nobres no seu governo, pretendia centralizar o seu poder, mas para isso incorria contra as irmãs e em último caso contra o testamento paterno, do qual os testamenteiros haviam sido encarregues de defender. Contudo, Gonçalo Mendes II de Sousa, grande companheiro de Sancho I, parece ter sido o único dos testamenteiros que de facto se dedicou a as suas últimas vontades de Sancho, empenhando-se em fazê-las cumprir e jurá-las solenemente. Assim é perfeitamente compreensível que Gonçalo Mendes tivesse defendido intensamente a posição das infantas, sobretudo nas terras onde dominava como tenente: Montemor-o-Novo, Sesimbra, Lisboa, Sintra, Torres Vedras, Abrantes e Óbidos, além das já referidas, inaugurando um período no qual os Sousas, firmes apoiantes da realeza portuguesa, se lhe opunham pela primeira vez.

## Na corte de Afonso II, 1211-1223

### O conflito sucessório, 1211-1212

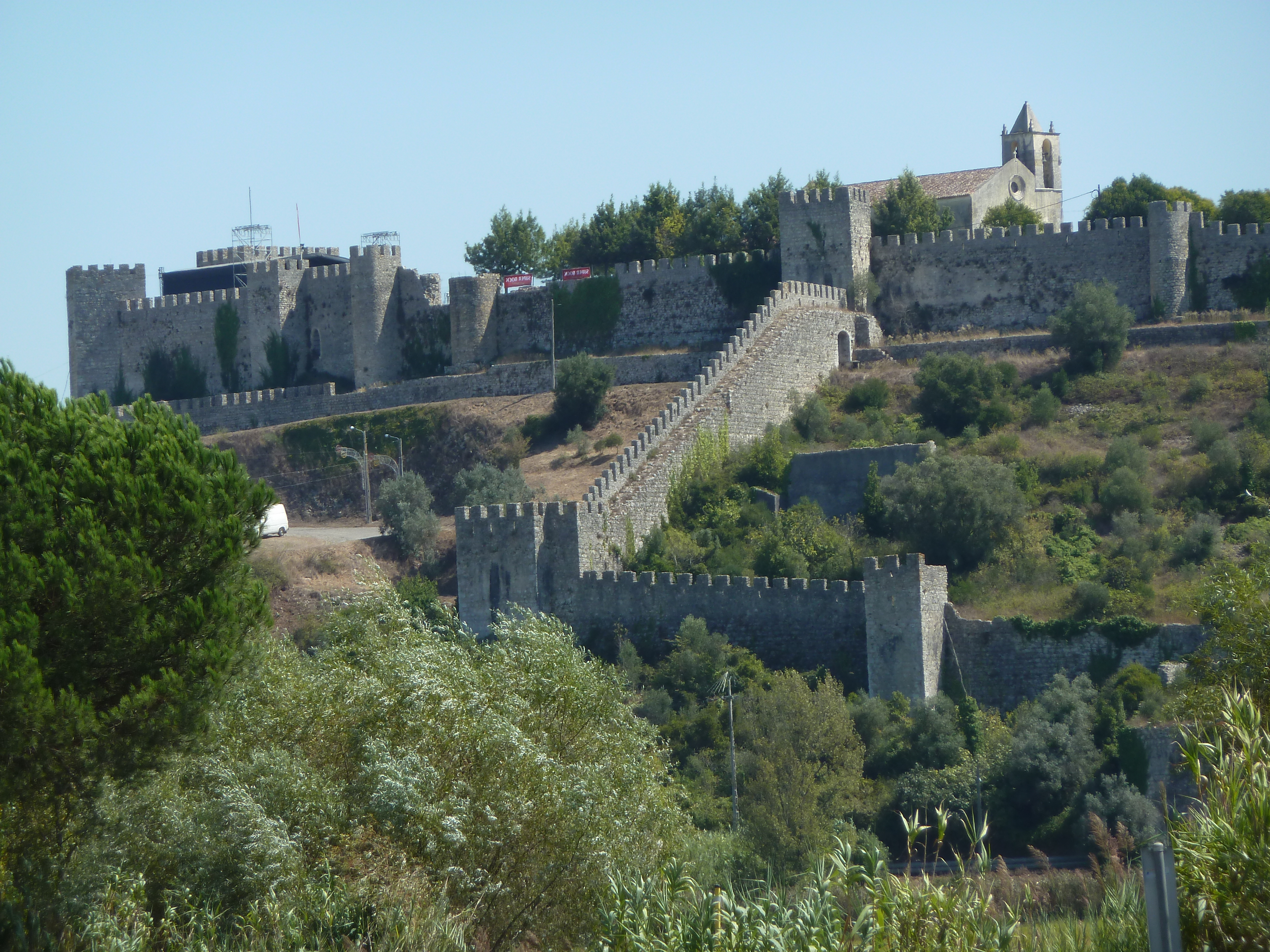
Castelo de Montemor-o-Velho, local de abrigo das irmãs de Afonso II de Portugal.

Entre abril e julho de 1211 celebrou-se em Coimbra as cortes que vieram a definir o ordenamento jurídico pretendido pelo novo monarca. O novo monarca bem tentava apaziguar os conflitos, mas novos conflitos latentes surgiam. Em junho desse ano, Gonçalo foi retirado do cargo de mordomo, e substituído pelo então alferes, Martim Fernandes de Riba de Vizela. Na alferesia foi nomeado um primo deste, Soeiro Raimundes de Riba de Vizela, rapidamente substituído por Martim Anes de Riba de Vizela, sobrinho do então mordomo. A saída de Gonçalo Mendes pôs fim à hegemonia dos Sousas na corte. Despeitado, e talvez até então receoso de se opor ao rei, Gonçalo Mendes encontrou neste ato a justificação para se assumir abertamente como dedicado defensor dos direitos das infantas irmãs do rei, e como acérrimo inimigo da política centralizadora de Afonso II.
Gil Vasques permaneceu ao lado do monarca, e, apesar de não ocupar nenhum cargo destacado, figurava sempre entre os primeiros nas listas de confirmantes dos diplomas régios. Ainda antes do final do ano, Gil Vasques rompeu definitivamente relações com o primo, afastando-se assim da política dos Sousas. Vários membros desta família exilaram-se então em vários reinos peninsulares. Por seu lado, Gil aproximou-se dos Silvas, que entravam em força no círculo cortesão: Martim Fernandes, o mordomo, aliara-se a Estevainha Soares da Silva, filha de Soeiro Pires da Silva e o irmão desta, Estêvão Soares da Silva, veio a ser nomeado Arcebispo de Braga em 1213.
Em novembro de 1211, Afonso II cercou o fortíssimo e quase inexpugnável castelo de Montemor-o-Velho, na altura na posse da sua irmã, a infanta Teresa, e onde se encontravam também recolhidas as suas irmãs, Sancha e Mafalda. Teresa não hesitou em escrever ao seu ex-marido, Afonso IX de Leão, em busca de auxílio.
Como resposta, Gonçalo Mendes de Sousa sai, ainda em novembro, de Castrotarafe, liderando uma hoste de vinte e cinco cavaleiros em direção a Montemor-o-Velho, em defesa das infantas. As tropas reais, sob comando de Martim Fernandes de Riba de Vizela, e onde se encontrava também Gil Vasques de Soverosa, enfrentaram a hoste do Sousão em Coimbra. Os Livros de Linhagens contam que a batalha foi travada junto a uns terrenos pantanosos algures entre Coimbra e Montemor. Durante a batalha, Gonçalo constrangia Martim Fernandes a manter-se no pântano enquanto lutava, tendo o novo mordomo provavelmente falecido exangue devido às sanguessugas que o atacaram.
Pouco depois, Afonso II queixou-se ao Papa da atitude das irmãs, que albergavam no dito castelo de Montemor nobres que ele havia expulso do reino, além de vários outros nobres leoneses, para os quais armazenavam vitualhas e armas.
Em março de 1212, Afonso IX de Leão, acompanhado do seu filho, o infante Fernando, do ex-cunhado, o infante Pedro de Portugal, e de Pedro Fernandes de Castro, cruza a fronteira portuguesa. Provavelmente estaria acompanhado também por Fernão Fernandes de Bragança, na altura em desavença com o rei de Portugal. Afonso IX ocupou rapidamente grande parte das regiões de Trás-os-Montes, Beira, o Alto Minho e sobretudo Coimbra. Esta invasão foi um golpe duro para Afonso II e os seus partidários, que perderam o controlo do Norte. Gonçalo Mendes de Sousa voltava, no entanto a recuperar as suas terras, às quais regressaria em 1217.
A primeira fase do conflito terminou com as tréguas de Coimbra, nas quais Afonso IX de Leão defendia os interesses da ex-esposa, a infanta Teresa e do ex-cunhado, o infante Pedro, e Afonso VIII de Castela defendia os interesses do genro, Afonso II. A trégua destinava-se, sobretudo, a proteger a integridade e os bens de cada um dos litigantes do acordo ante o ataque dos respetivos inimigos, não importando onde se encontrassem no momento do ataque.
Este conflito seria resolvido com intervenção do Papa Inocêncio III; o rei indemnizaria as infantas com uma soma considerável de dinheiro, e a guarnição dos castelos foi confiada a cavaleiros templários, mas era o rei que exercia as funções soberanas sobre as terras e não as infantas.
A documentação para o reinado de Afonso II revela-se escassa, mas sabe-se que Gil Vasques confirmou o foral de Santarém em agosto de 1214, e continua a fazê-lo entre 1215 e 1217.

### Conflito com Braga
Por volta de 1214, rompe-se a unidade da família de Estêvão Soares da Silva, então ocupante da Arquidiocese de Braga, que começou a atender mais a interesses pessoais que a interesses familiares. Este conflito veio a estender-se uma vez mais ao Reino de Leão, uma vez que, se o arcebispo e a sua família se colocaram ao lado do monarca, Martim Gomes da Silva, de um outro ramo da família, pediu o auxílio do rei de Leão, que mais uma vez teve de interferir em assuntos portugueses, até porque uma das suas concubinas era precisamente Aldonça Martins da Silva, filha de Martim Gomes. A partir de 1218, a aliança entre o rei de Portugal e o arcebispo bracarense começa a quebrar-se. Vários nobres portugueses voltam a aliar-se ao rei de Leão, como é o caso de Martim Sanches de Portugal, enteado de Gil Vasques e meio-irmão do rei, que abandona o reino nesse mesmo ano de 1218, e levando consigo os seus dois meios-irmãos, Martim Gil de Soverosa e Teresa Gil de Soverosa, através da qual se materializará a aliança tão desejada pelo exilado infante: Teresa tornar-se-ia na concubina de Afonso IX de Leão a partir desse mesmo ano de 1218 até à morte do monarca, em 1230. Em Leão, o infante ficou encarregue do governo da Galiza por Afonso IX. Tornara-se num dos magnates mais importantes da corte leonesa, exercendo a alferesia-mor entre 1218 e a sua morte em 1227.
A corte encontrava-se em Guimarães quando Estêvão Soares da Silva, de relações cortadas com o rei de Portugal, apela por esta altura ao Papa Honório III, queixando-se da ingerência centralizadora do monarca, que não respeitava os privilégios eclesiáticos e que usurpava os seus bens, ajudado por Gil Vasques. Aproveitara para denunciar a relação adúltera do monarca com a sobrinha, Mor Martins de Riba de Vizela. O Papa pediu ao monarca leonês que protegesse o arcebispo, transformando, uma vez mais, um conflito senhorial num conflito de estados.

### Novo conflito com Leão e a ocupação de Martim Sanches
Em 1219, estalou novo conflito bélico com Afonso IX, provavelmente relacionado com a querela do rei de Portugal com o arcebispo de Braga. O rei leonês invadira Chaves, mas não foi duradouro, dado que se fez rapidamente uma trégua em Boronal, que deveria durar vinte anos. Entre as cláusulas do tratado, acordou-se que dez vassalos de cada monarca deveriam render vassalagem ao outro monarca: desta forma, João Fernandes de Lima, Fernão Fernandes de Bragança, Martim Sanches de Portugal, Garcia Gonçalves de Candamio, Pedro Pais Asturiano, Pedro Mendes Faião, Rodrigo Fernandes de Caldelas, Pedro Fernandes de Tiedra, Gil Manrique e Gil Fernandes deveriam render homenagem a Afonso II; por outro lado, Lourenço Soares de Ribadouro, Lopo Afonso de Baião, Ponço Afonso de Baião, Martim Anes de Riba de Vizela, Pedro Anes da Nóvoa, Martim Pires da Maia, Gonçalo Mendes II de Sousa, Gil Vasques, Fernão Peregrino (provavelmente Fernão Pires de Lumiares) e o chanceler Gonçalo Mendes deveriam render homenagem a Afonso IX.
Uns meses depois, Martim Sanches de Portugal, na sequência da questão bracarense, intervém junto de Afonso IX de Leão para que doasse o couto de Ervedeiro, parte das terras de Limia que administrava, à Sé de Braga. O rei acedeu, mas a invasão do couto por parte de homens vimaranenses provocou novo conflito: Martim reuniu uma hoste de soldados e invadiu o Minho, devastando tudo à sua passagem, incitado provavelmente pelo Arcebispo de Braga, Estêvão Soares da Silva.
No caminho para Braga, Gil Vasques parece ter-se encontrado com o enteado, empunhando a espada. O bastardo, evitando o combate, consegue desarmá-lo e prendê-lo, dizendo-lhe de seguida:
| “ | Já, padre, já, ca assaz lidastes!.. | ” |

O infante convidava-o, num misto de ironia e reverência, a descansar das fadigas da lide; e logo o deixa cavalheirescamente em liberdade. Martim Sanches veio a encontrar o exército do monarca português em duas ocasiões: a primeira em Ponte de Lima, e a segunda perto do Mosteiro da Várzea. Junto a Afonso II encontravam-se grandes senhores, como Gil Vasques, João Pires da Maia e Gonçalo Mendes II de Sousa, regressado a Portugal em 1217. Afonso II acabou por fazer retroceder o irmão rebelde definitivamente para Leão.
Após estas batalhas, Gil regressou para junto do monarca, acompanhando-o nos últimos anos de vida. Afonso II veio a falecer a março de 1223.

### Novas alianças
Continuando a sua política de aliança galega, e pouco depois da morte de Maria Aires de Fornelos, que redigira testamento em 1212[b], Gil Vasques procurou aliar-se, uma vez mais, a uma família com interesses nas fronteiras. A escolhida foi Sancha Gonçalves de Orvaneja, proveniente de uma família nobre com ramos em Leão e em Castela, mas cuja origem é incerta. É possível que Sancha estivesse em Portugal desde cedo, pois poderia ter acompanhado o séquito da infanta Urraca, aquando do matrimónio com o futuro Afonso II. Os irmãos de Sancha, Rodrigo e Álvaro, vieram mais tarde a integrar um grupo de nobres que se enfrentaram com Fernando III de Leão e Castela. Através deste matrimónio Gil Vasques estendia as suas redes familiares a Castela, imitando a política régia. O casamento durou pelo menos até janeiro de 1221, último documento testemunhado por Sancha.

## Na corte de Sancho II
Afonso II deixara um herdeiro de treze anos, portanto ainda menor, no trono. Como se não bastasse, o infante Pedro deixava a ilha de Maiorca e regressava a Leão, com uma renovada esperança de conseguir o trono português. Em Portugal, os magnatas que acompanharam Afonso II continuavam ao lado do novo monarca. Os Sousas recuperaram o poder que tinham antes de serem expulsos do reino, reocupando cargos de destaque na corte e diversas tenências. Apesar de Gil Vasques ser também, por via materna, um Sousa, a sua atuação no conflito de 1211 deixara bem patente que se afastara do núcleo daquela família: Gil Vasques começava a pagar as consequências dos seus atos.
Três meses depois da morte de Afonso II, em junho de 1223, Sancho II estabeleceu em Montemor-o-Velho um acordo com as suas tias pelo qual se punha fim ao conflito que grassava dentro da família desde 1211. Uma vez mais, aristocratas portugueses e leoneses estiveram envolvidos nas cláusulas do tratado: a infanta Teresa escolheu oito magnates e Sancho II outros oito: Pedro Anes da Nóvoa, João Fernandes de Lima e Rodrigo Mendes de Sousa haviam sido escolhidos por ambas as fações.
Gil está ainda presente na corte aquando do acordo entre Sancho II e Estêvão Soares da Silva, em que assina como um dos doze tutores do rei, mas já não assiste à concessão de foral a várias localidades, durante o outono de 1223.
Em 1225, com a chegada de João Fernandes de Lima, à corte, os Sousas são de novo afastados. Imitando o pai, Sancho II de Portugal voltara a afastar esta família do poder, após um breve período de auge no início do seu reinado, e prescinde do cargo de mordomo-mor, mantendo no entanto o fiel Martim Anes de Riba de Vizela no cargo de alferes-mor. Foram os primeiros grandes resultados da estratégia de Gil Vasques, que pretendia afastar a família de Sousa do poder para a substituir em poder e influência. A partir de 1229 consegue mesmo a tenência de Sousa, que governa até 1236. Em 1231, o seu primo Vasco Mendes de Sousa vendia vários bens ao Mosteiro de Pombeiro para poder pagar os danos causados por um conflito que teria mantido com Gil Vasques, denotando o ainda patente conflito entre as duas linhagens.
Ao mesmo tempo, Gil Vasques começou também a concertar uma nova aliança com famílias transfronteiriças. Escolhe para terceira mulher Maria Gonçalves Girão, viúva de Guilhén Peres de Gusmão. Apoia igualmente, na corte, a instauração do galego Pedro Anes da Nóvoa, do alferes Martim Anes de Riba de Vizela e do chanceler Pedro Anes.

### Conflito sucessório leonês e o regresso de Martim Gil
Com a morte de Afonso IX, abre-se uma crise sucessória no Reino de Leão. A segunda esposa de Afonso, Berengária de Castela, de  quem o monarca se havia separado em 1204, aproveitara o vazio de poder criado no Reino de Castela com a morte prematura do irmão, Henrique I de Castela, para colocar no trono o seu próprio filho com o rei leonês, o infante Fernando, na esperança que, após a morte de outro infante Fernando, filho da primeira esposa de Afonso, Teresa de Portugal, ocorrida em 1214, Afonso nomeasse o seu filho para o trono leonês e unificasse, assim as coroas leonesa e castelhana. Contudo, Afonso parece ter percebido o plano e nomeia, para evitar a união, para suas sucessoras, as filhas  da sua esposa portuguesa, irmãs inteiras do falecido infante Fernando: as infantas Sancha e Dulce, o que supunha o afastamento do recém-coroado rei castelhano. Contudo, apoiado pela mãe, este resolve assumir o poder, renegando o testamento paterno.
Esta investida castelhana no trono leonês provocou o desagrado da maior parte da nobreza leonesa, que não queria ver o seu reino anexado a Castela. Esta questão parece ter-se gerado uns anos antes da morte do monarca, pois parece que já Martim Sanches e vários seus parentes portugueses em Leão haviam tomado o partido das infantas, contra o rei castelhano. Na verdade, não se conhece a posição do Soverosa nesta matéria. Pode ter regressado a Portugal em 1229, ter-se juntado à resistência galega dirigida por Rodrigo Gomes de Trava, ou então ter simplesmente optado pela neutralidade. O certo é que ainda em 1230 recebe a tenência de Toronho das mãos de Fernando III de Leão e Castela, vencedor da disputa sucessória. Isto indica que Martim, após uns primeiros meses de oposição, se possa ter juntado ao partido castelhano. Contudo, ainda nesse ano, Martim surge a ocupar cargos governativos em Portugal, o que indica que terá regressado ao reino natal.
Não se conhecem as razões específicas que levaram Martim a abandonar Leão. Provavelmente estaria relacionado com a ação de Fernando III na sua corte, na qual renegava para segundo plano a nobreza galego-leonesa e fazia ascender, em poder e influência, a nobreza castelhana. Associado aos galegos-leoneses, era muito pouco provável que naquele momento Martim conseguisse fazer algum tipo de carreira política eficaz no reino vizinho, pelo que procurou mudar a sua sorte regressando a Portugal, deixando a sua irmã junto dos filhos dela, em Leão. O certo é que em 1230 surge à frente da tenência de Valadares, substituindo o seu primo Soeiro Pais de Valadares. Em 1231 Martim Gil faz a primeira aparição na corte, ao lado do pai.

## Últimos anos:o alvorecer de um novo conflito

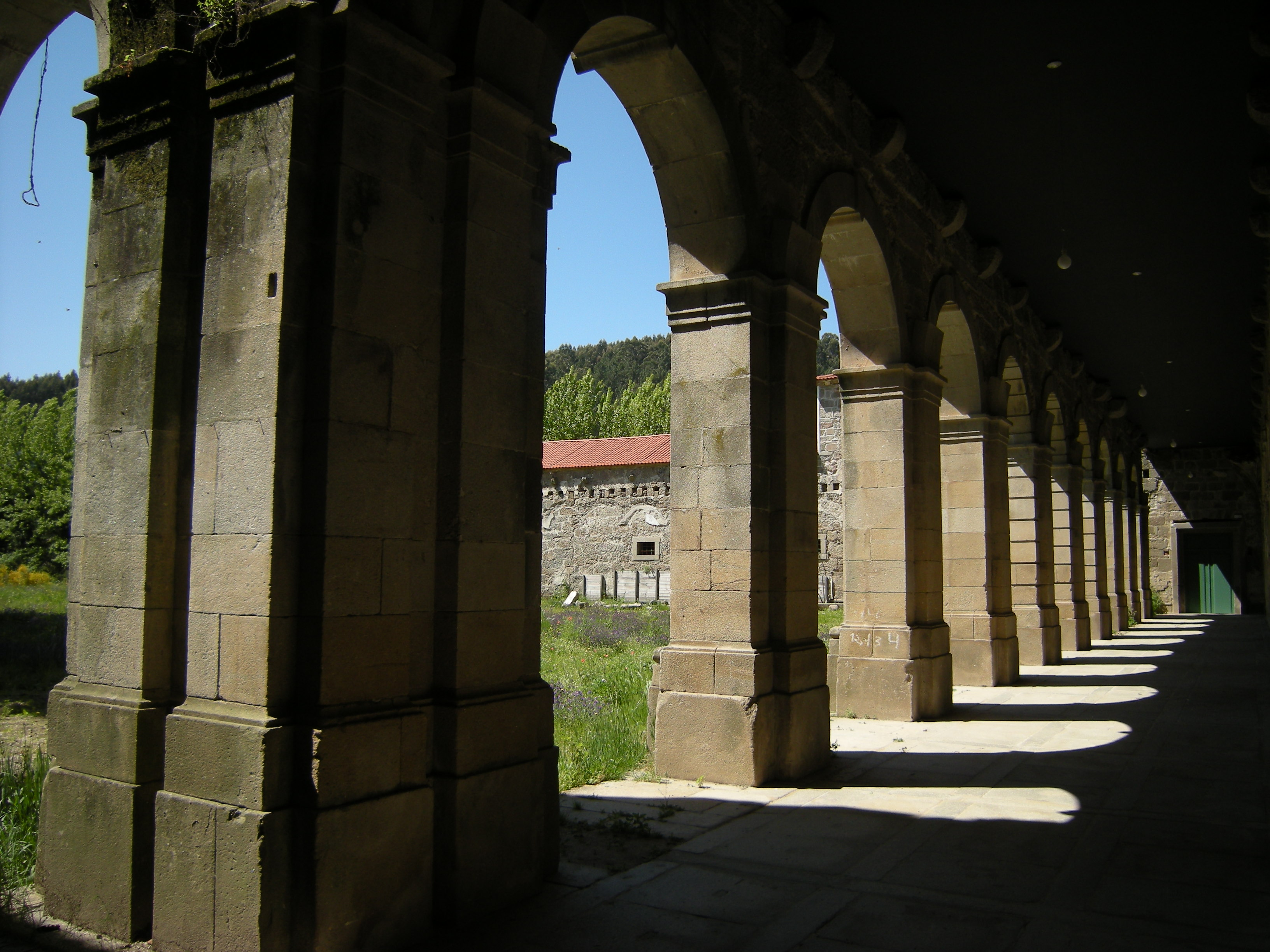
Mosteiro de Santa Maria de Pombeiro onde está enterrado Gil Vasques de Soverosa

A partir de 1235, Sancho II estabeleceu relações mais estreitas com a Ordem de Santiago e o seu mestre, Paio Peres Correia. Os dois Soverosas confirmam a doação do Castelo de Aljustrel a esta ordem. Era o início de uma também estreita relação entre Soverosas e a Ordem de SAntiago, pois os filhos de Teresa Gil, em Leão, vieram a ser grandes promotores de cenóbios desta ordem.
Contudo, no ano seguinte, a situação política em POrtugal começava a degradar-se: a aristocracia arrebatava violentamente ao clero e aos pequenos proprietários e ao próprio monarca tanto quanto podiam, perante a inação de Sancho II, motivo de queixa de diversos prelados, como os bispos de Braga e do Porto, ao Papa Inocêncio IV. Naquele momento, a proteger a posição do rei encontravam-se, além do próprio Gil Vasques, Martim Anes de Riba de Vizela e Soeiro Gomes de Tougues.
Em 1238, surgia pela primeira vez na corte o seu filho Vasco Gil de Soverosa, fruto do seu segundo matrimónio com Sancha Gonçalves de Orvaneja, e que não hesitaria em unir a Fruilhe Fernandes de Riba de Vizela, sobrinha de Martim Anes, como forma de solidificar os laços entre as poucas famílias que ainda defendiam o monarca.
Gil confirma o seu último documento em 1240, ausentando-se de seguida da corte. Terá provavelmente falecido nesse mesmo ano. Embora já se pressentissem O destino veio a poupá-lo a mais uma guerra. Segundo os Livros de Linhagens, veio a ser sepultado no Mosteiro de Pombeiro, panteão que, ironicamente, partilhava então com alguns Sousas.

## Matrimónio e descendência
Gil Vasques de Soverosa casou por três vezes:
A primeira, antes de abril de 1175, com Maria Aires de Fornelos (m. c.1212),[a] filha de Aires Nunes de Fornelos e de Mor Pais de Bravães,[b] e neta de Soeiro Mendes da Maia. Antes deste casamento, Maria teve dois filhos com o rei Sancho I de Portugal, Martim e Urraca Sanches. Deste matrimónio nasceram:
- Martim Gil de Soverosa o Bom (m. c. 1259), casou com Inês Fernandes de Castro,[48] filha de Fernão Guterres de Castro e de  Milia Iñiguez de Mendoza. Deste matrimónio nasceu Teresa Martins de Soverosa, esposa de Rodrigo Anes de Meneses "o Raposo", pais de João Afonso de Meneses, primeiro conde de Barcelos e IV senhor de Albuquerque.[34]
- Teresa Gil de Soverosa[49], que teve filhos com Afonso IX de Leão.[34]
- Fernão Gil de Soverosa (m. antes de 1247), foi filho deste casamento ou do terceiro de Gil Vasques.[34]

Gil casou-se pela segunda vez, por volta de 1212, com Sancha Gonçalves de Orvaneja, de quem teve:
- Vasco Gil de Soverosa, casado com Fruilhe Fernandes de Riba de Vizela,[50] foi um trovador, participou na conquista da Andaluzía e recebeu terras no repartimiento de Sevilha.[51][52]. Foi provavelmente o herdeiro da honra de Soverosa[1].
- Manrique Gil de Soverosa.[53][54]
- Guiomar Gil de Soverosa (m. antes de 1247).[55]

O terceiro casamento foi com Maria Gonçalves Girão, viúva de Guilhén Peres de Gusmão, e filha de Gonçalo Rodrigues Girão e de Sancha Rodrigues. Maria e seu primeiro esposo foram os pais de Mor Guilhén de Gusmão, amante do rei Afonso X, com quem teve Beatriz, que se tornaria, mais tarde, esposa do rei Afonso III de Portugal.  Gil Vasques e Maria Gonçalves Girão forma os pais de:
- João Gil de Soverosa (m. depois de 1247), casado com Constança Gil de Riba de Vizela, filha de Gil Martins de Riba de Vizela,[4][58] sem sucessão.[56]
- Gonçalo Gil de Soverosa (m. depois de 1247), sem sucessão.[56]
- Sancha Gil de Soverosa[56][59] (m. antes de setembro de 1262), desposou, antes de novembro de 1257[60][c][d], Afonso Lopes de Haro, senhor de Los Cameros[61], filho do conde Lope Díaz II de Haro, senhor de Biscaia.
- Dórdia Gil de Soverosa, que foi freira no Convento de Arouca.[56]